# Ajmal Kasab
Mohammed Ajmal Amir Kasab (tiếng Urdu: محمد اجمل امیر قصاب; (13 tháng 9 năm 1987 – 21 tháng 11 năm 2012) là một chiến binh Lashkar-e-Taiba tham gia vào cuộc tấn công Mumbai 2008 ở Ấn Độ. Kasab là kẻ tấn công duy nhất bị cảnh sát bắt sống. Chính phủ Pakistan ban đầu phủ nhận Kasab xuất thân từ Pakistan, nhưng tháng 1 năm 2009 thì đã chính thức chấp nhận anh ta là một công dân Pakistan.
Vào ngày 03 tháng 5 năm 2010, một tòa án Ấn Độ kết án anh ta giết người, tiến hành chiến tranh với Ấn Độ, sở hữu chất nổ, và các tội danh khác. Ngày 06 tháng 5 năm 2010, cùng một tòa án sơ thẩm đã kết án anh ta tử hình vì bốn tội danh và án chung thân với năm tội khác. Kasab đã bị kết án tử hình vì tấn công Mumbai và giết chết 166 người vào ngày 26 tháng 11 năm 2008 cùng với chín kẻ khủng bố khác. Anh ta bị kết án 80 tội, bao gồm cả chiến tranh tiến hành chống lại quốc gia, phải chịu hình phạt phạt bằng án tử hình. Án tử hình của Kasab đã được tòa phúc thẩm Tòa án Tối cao Mumbai tán thành ngày 21 tháng 2 năm 2011. Bản án được tán thành bởi Tòa án Tối cao Ấn Độ ngày 29 tháng 8 năm 2012,. Tổng thống Ấn Độ đã bác đơn xin ân xá. Anh ta bị treo cổ vào ngày 21 tháng 11 năm 2012 lúc 7:30 giờ sáng. và chôn ở nhà tù Yerwada tại Pune.